# باربي (مدينة)
باربي (الب) (بالألمانية: Barby, Germany) هي بلدة ألمانية تقع في ألمانيا في ساكسونيا أنهالت. يقدر عدد سكانها بـ 9,015 نسمة .

## المدن التوأمة
مدن شوبنشتيت، أوكشتادفاريس وبروشنيك هي مدن توأمة لباربي (الب).